# Blu
Blu właściwie Johnson Barnes (ur. 15 kwietnia 1983 w Los Angeles) – amerykański raper i producent. Członek duetów C.R.A.C. (z Ta'Raach'iem), Johnson&Jonson (z producentem Mainframe'm) oraz Patch Adams (z Sene). Największą popularność przyniósł mu debiutancki album Below The Heavens stworzony w duecie z producentem Exile.
Został debiutantem roku 2007 magazynu HipHopDX.

## Dyskografia

### Albumy solowe
- Below the Heavens (w duecie z Exile) (2007)
- The Piece Talks (w duecie z C.R.A.C.) (2008)
- Johnson&Jonson (w duecie z Johnson&Jonson) (2008)
- ADayLate&ADollarShort (w duecie z Sene & Blu) (2009)
- Her Favorite Colo(u)r (2011)
- Jesus (2011)
- NoYork! (2011)
- Open/O’Pen (2011)

### EP
- Lifted (2005)
- The Narrow Path (2007)
- BeSene(2008)
- The Only Way (2009)
- Mama Told Me (2009)
- Amnesia (2011)
- J&J Is Dead (2011)
- Powders & Oils(2011)